# Sicherheitsinformationsdienst
Bezpečnostní informační služba (BIS), deutsch „Sicherheitsinformationsdienst“, ist der tschechische Inlandsnachrichtendienst. Der Geheimdienst untersteht direkt der Regierung.

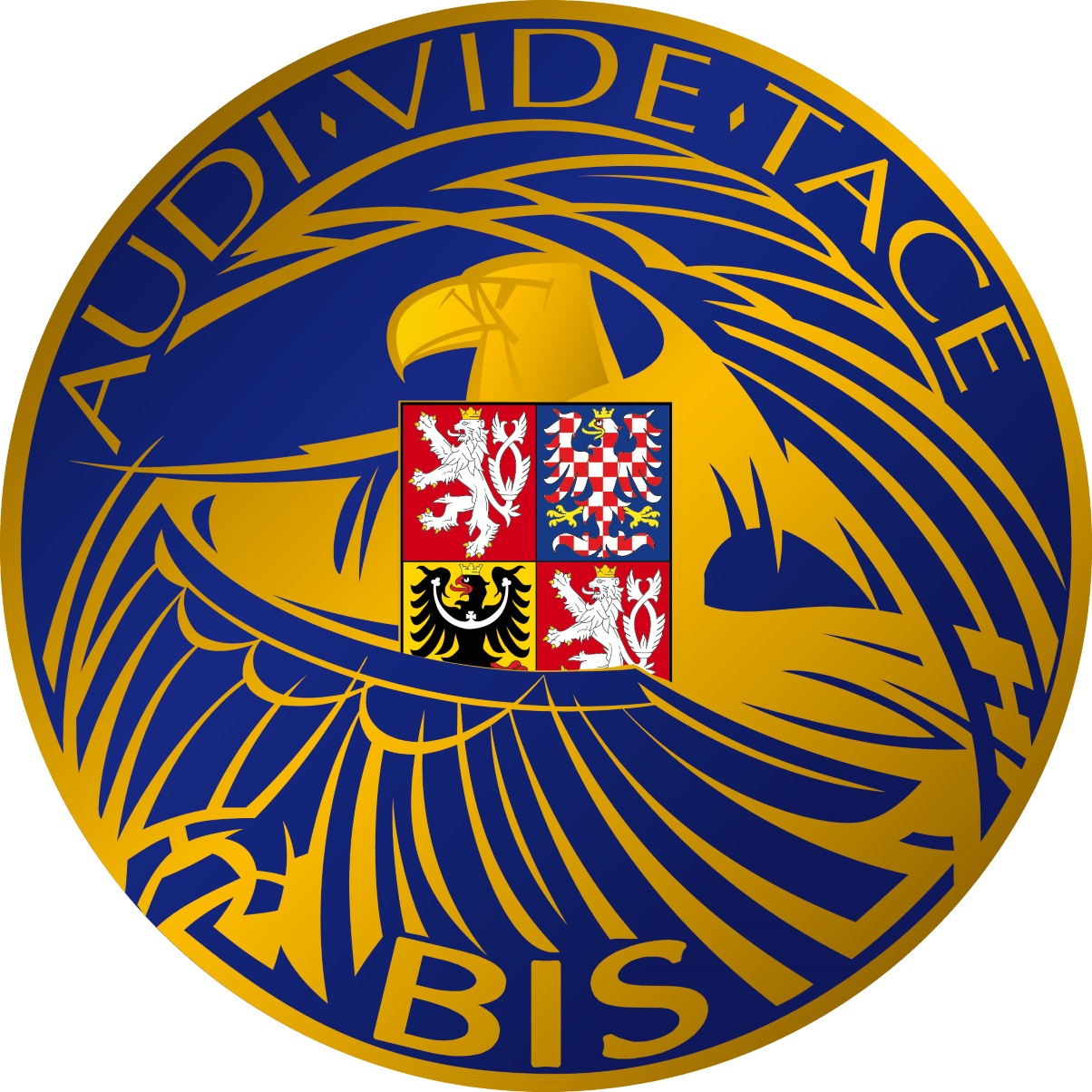
Logo des BIS

Dieser ist in der Tschechischen Republik militärisch organisiert, d. h. seine Mitarbeiter haben militärische Dienstränge und sind zur Führung und dem Gebrauch von Schusswaffen berechtigt. Der Nachrichtendienst sammelt und verwertet Nachrichten, welche die Sicherheit der Tschechischen Republik betreffen und ist als Schutzorgan für die demokratische Verfassung und seine territoriale Integrität geschaffen worden. Hierzu betreibt er die Spionage- und Terrorismusabwehr und beobachtet das organisierte Verbrechen. Er verfügt aber innerstaatlich über keine Exekutivgewalt.

## Historische Entwicklung

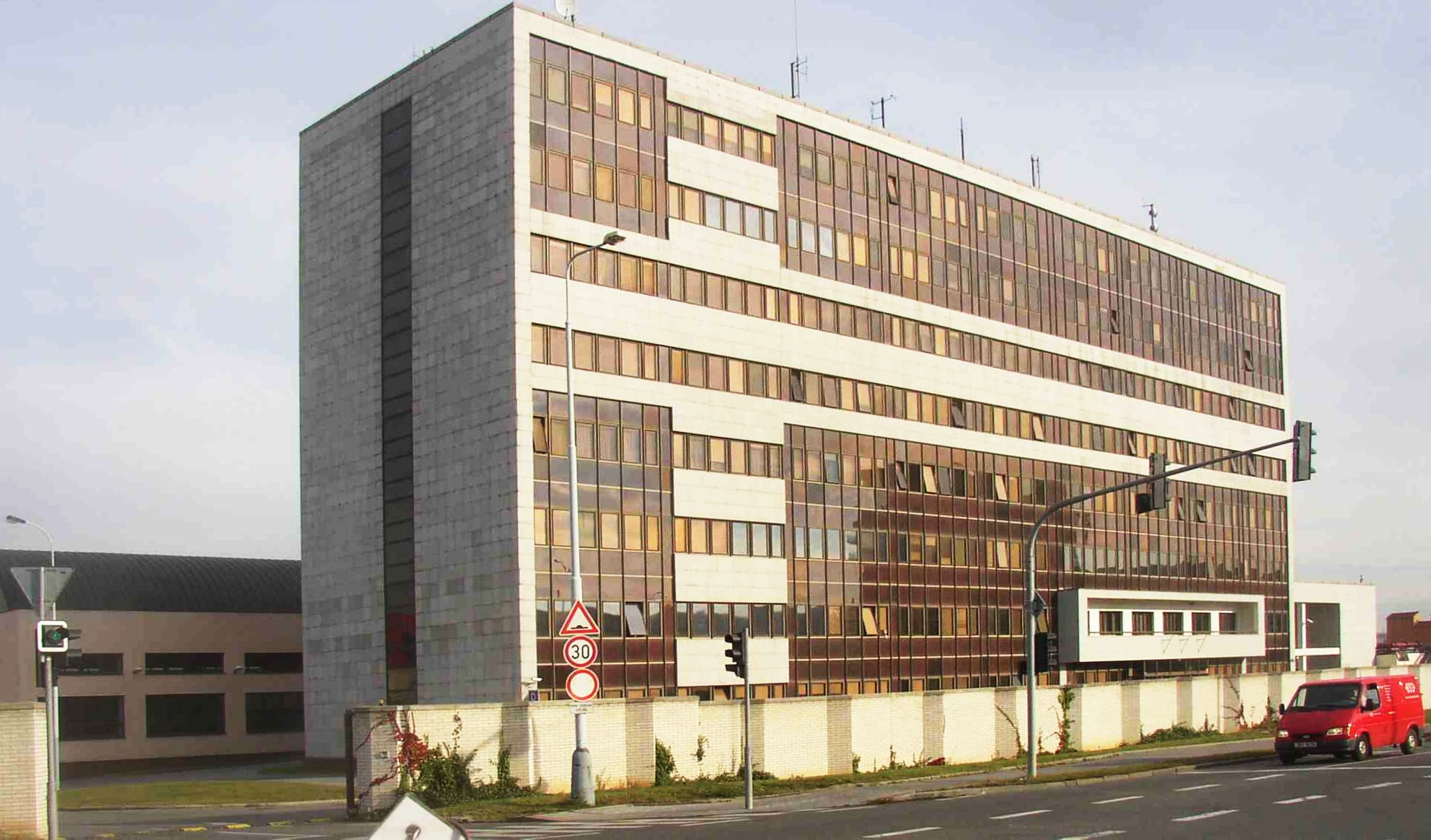
Sitz des BIS in Prag-Stodůlky

Nach der Samtenen Revolution wurde der kommunistische Geheimdienst Státní bezpečnost ohne Folgeeinrichtung aufgelöst. Der neue Inlandsgeheimdienst wurde von Grund auf neu errichtet. In der Anfangszeit fehlte es so an fachlichem Personal mit entsprechenden Erfahrungen.
- 16. Februar 1990 – 19. Dezember 1990 – Úřad pro ochranu ústavy a demokracie (ÚOUD, „Amt für den Schutz der Verfassung und der Demokratie“) als Teil des Föderalen Ministeriums des Innern
- 20. Dezember 1990 – 30. Juni 1991 – Federální informační služba (FIS, „Föderaler Informationsdienst“) als Teil des Föderalen Ministeriums des Innern
- 1. Juli 1991 – 31. Dezember 1992 – Federální bezpečnostní informační služba (FBIS, „Föderaler Sicherheitsinformationsdienst“) errichtet durch das Gesetz Nr. 244/1991 Sb.
- 1. Januar 1993 – 29. Juli 1994 – Bezpečnostní informační služba České republiky (BIS ČR, „Sicherheitsinformationsdienst der Tschechischen Republik“) errichtet durch das Gesetz Nr. 527/1992 Sb.
- ab 30. Juli 1994 – Bezpečnostní informační služba (BIS, „Sicherheitsinformationsdienst“) errichtet durch das Gesetz Nr. 154/1994 Sb.